# Співвідношення сечовина/креатинін
У медицині співвідношення сечовини до креатиніну (UCR), відоме в США як співвідношення азоту сечовини крові до креатиніну, — це співвідношення рівнів сечовини (або BUN) (ммоль/л) у крові та креатиніну (Cr) (мкмоль/л). Азот сечовини відображає лише вміст азоту (молекулярна маса 28), а вимірювання сечовини відображає всю молекулу (молекулярна маса 60), при цьому рівень сечовини трохи більше ніж удвічі перевищує рвень азоту сечовини (60/28 = 2,14). У США обидві величини вказуються в мг/дл. Це співвідношення може бути використане для визначення причини гострого ураження нирок або зневоднення.
Сенс цього показника полягає в тому, що як сечовина (BUN), так і креатинін вільно фільтруються клубочками нирок. Однак, реабсорбція сечовини може регулюватися (збільшуватися або зменшуватися), тоді як реабсорбція креатиніну залишається незмінною (мінімальна реабсорбція).

## Визначення
Сечовина та креатинін є азотистими кінцевими продуктами метаболізму. Сечовина є основним метаболітом, що утворюється в результаті обміну харчових та тканинних білків. Креатинін є продуктом катаболізму креатину м'язів. Обидві сполуки є відносно малими за розміром (відповідно 60 та 113 дальтонів), які розподіляються по всьому об'єму води в організмі. В Європі вимірюється вся молекула сечовини, тоді як у Сполучених Штатах вимірюється лише її азотистий компонент (азот сечовини крові або сироватки, тобто BUN або SUN). Отже, азот сечовини крові становить приблизно половину (7/15 або 0,466) сечовини крові.
Нормальний діапазон азоту сечовини крові або сироватки крові становить від 5 до 20 мг/дл, або від 1,8 до 7,1 ммоль сечовини на літр. Діапазон є широким через нормальні коливання, зумовлені споживанням білка, його ендогенним катаболізмом, станом гідратації, синтезом сечовини в печінці та її екскрецією нирками.
Значення BUN від 15 мг/дл говорить про значне порушення функції у жінок на 30-му тижні вагітності. При вагітності вища швидкість клубочкової фільтрації (ШКФ), збільшений об'єм позаклітинної рідини та анаболізм плода, сприяють відносно низькому вмісту сечовини крові в інтервалі від 5 до 7 мг/дл.
На противагу цьому, у суворого фермера, який споживає понад 125 г білка щодня, нормальний вміст сечовини може становити 20 мг/дл.
Нормальний рівень креатиніну сироватки крові (sCr) залежить від м'язової маси тіла суб'єкта та від методики його вимірювання. Для дорослого чоловіка нормальний діапазон становить від 0,6 до 1,2 мг/дл, або від 53 до 106 мкмоль/л кінетичним або ферментативним методом, та від 0,8 до 1,5 мг/дл, або від 70 до 133 мкмоль/л за старою ручною реакцією Яффе. Для дорослої жінки, з її загалом меншою м'язовою масою, нормальний діапазон становить від 0,5 до 1,1. мг/дл, або від 44 до 97 мкмоль/л ферментативним методом.

## Техніка
Протягом багатьох років розроблялося кілька методів аналізу азоту сечовини крові та креатиніну. Більшість із тих, що використовуються зараз, є автоматизованими та дають клінічно достовірні та відтворювані результати.
Існує два загальних методи вимірювання азоту сечовини. Діацетильна, або реакція Фірона, утворює жовтий хромоген із сечовиною, і це кількісно визначається фотометрично. Він був модифікований для використання в автоаналізаторах і загалом дає відносно точні результати. Однак він все ще має обмежену специфічність, що підтверджується хибним підвищенням рівня при застосуванні сульфонілсечовини та колориметричною інтерференцією гемоглобіну при використанні цільної крові.
У більш специфічних ферментативних методах уреаза перетворює сечовину на аміак та вугільну кислоту. Ці продукти, які пропорційні концентрації сечовини у зразку, аналізуються в різних системах, деякі з яких автоматизовані. Одна система перевіряє зниження поглинання при 340 нм, коли аміак реагує з альфа-кетоглутаровою кислотою. Система Astra вимірює швидкість збільшення провідності розчину, в якому гідролізується сечовина.
Хоча зараз переважно аналізується сироватка крові, традиційно вживається термін «азот сечовини крові». Зразок не слід збирати в пробірки, що містять фторид натрію, оскільки він пригнічує уреазу. Також спостерігалося, що хлоралгідрат та гуанетидин підвищують значення азоту сечовини крові.
Реакція Яффе від 1886 року, в якій креатинін обробляють лужним розчином пікрату з утворенням червоного комплексу, досі є основою найпоширеніших методів вимірювання креатиніну. Ця реакція неспецифічна та залежить від багатьох некреатинінових хромогенів, включаючи ацетон, ацетоацетат, піруват, аскорбінову кислоту, глюкозу, цефалоспорини, барбітурати та білок. Він також чутливий до змін pH та температури. Та чи інша з багатьох модифікацій, розроблених для усунення цих джерел помилок, використовується сьогодні в більшості клінічних лабораторій. Наприклад, нещодавня модифікація кінетичної швидкості, яка ізолює короткий часовий інтервал, протягом якого лише справжній креатинін бере участь у загальному формуванню кольору, є основою модульної системи Astra.
Також були розроблені більш специфічні аналізи, що не пов'язані з методом Яффе. Один з них, автоматизований ферментативний метод сухого слайду, вимірює аміак, що утворюється внаслідок гідролізу креатиніну креатинініміногідролазою. На результати аналізу може суттєва вплинути 5-фторцитозин.
Креатинін необхідно визначати в плазмі або сироватці крові, а не в цільній крові, оскільки еритроцити містять значну кількість некреатинінових хромогенів. Щоб мінімізувати перетворення креатину на креатинін, зразки повинні бути якомога свіжішими та pH має підтримуватися на рівні 7 під час зберігання.
Кількість виробленої сечовини залежить від надходження субстрату до печінки та адекватності її функції. Її рівень підвищується при дієті з високим вмістом білка, шлунково-кишковій кровотечі (виходячи з рівня білка плазми 7,5 г/дл та гемоглобіну 15 г/дл, 500 мл цільної крові еквівалентно 100 г білка), катаболічних процесах, таких як гарячка або інфекція, а також при прийомі антианаболічних препаратів, таких як тетрацикліни (крім доксицикліну) або глюкокортикоїди. Вона знижується при низькобілковій дієті, недоїданні або голодуванні, а також при порушенні метаболічної активності в печінці через ураження її паренхіми або, рідше, через вроджений дефіцит ферментів циклу сечовини. Звичайна людина на дієті з 70 г білка виробляє близько 12 г сечовини щодня.
Ця новосинтезована сечовина розподіляється по всьому об'єму води в організмі. Частина сечовина рециркулює через ентерогепатичний кровообіг. Зазвичай, невелика кількість (менше 0,5 г/день) сечовини втрачається через ШКТ, легені та шкіру. Під час фізичних навантажень значна її частина може виводитися з потом. Основна частина сечовини, близько 10 г щодня, виводиться нирками в процесі, який починається з клубочкової фільтрації. При високій швидкості потоку сечі (більше 2 мл/хв), 40 % фільтрованого навантаження реабсорбується, а при швидкостях потоку нижче 2 мл/хв, реабсорбція може зрости до 60 %. Низький потік, як при обструкції сечовивідних шляхів, забезпечує більше часу для реабсорбції та часто пов'язаний зі збільшенням рівня антидіуретичного гормону (АДГ), що збільшує проникність термінальних збірних трубочок для сечовини. Під час антидіурезу, індукованого АДГ, секреція сечовини сприяє її внутрішньоканальцевій концентрації. Подальше накопичення сечовини у внутрішньому шарі мозкової речовини має вирішальне значення для процесу концентрації сечі. Реабсорбція сечовини також збільшується внаслідок скорочення об'єму крові, зниження ниркового плазмотоку, як при застійній серцевій недостатності, та зниження клубочкової фільтрації.
Утворення креатиніну починається з трансамідинування аргініну в гліцин з утворенням глікоціаміну або гуанідооцтової кислоти (GAA). Ця реакція відбувається переважно в нирках, але також у слизовій оболонці тонкого кишечника та підшлункової залози. GAA транспортується до печінки, де метилюється S-аденозилметіоніном (SAM) з утворенням креатину. Креатин потрапляє в кровообіг, і 90 % його поглинається та зберігається м'язовою тканиною.

## Інтерпретація
Нормальні значення сироватки крові
| Показник       | СІ              | США           |
| -------------- | --------------- | ------------- |
| BUN (сечовина) |                 | 7–20 мг/дл    |
| Сечовина       | 3,0–8,0 ммоль/л | 20–40 мг/дл   |
| Креатинін      | 62–106 мкмоль/л | 0,7–1,2 мг/дл |

Сироваткові співвідношення
| BUN:Cr (США) | Сечовина:Cr (СІ) | Розташування патології               | Механізм |
| ------------ | ---------------- | ------------------------------------ | --- |
| >20:1        | >110:1           | Преренальне (перед ниркою)           | Реабсорбція у нирках сечовини збільшується. Рівень азоту сечовини крові непропорційно підвищений відносно креатиніну сироватки. Це може свідчити про гіпоперфузію нирок через серцеву недостатність або зневоднення. Шлунково-кишкова кровотеча або збільшення споживання білка також можуть збільшити це співвідношення. |
| 12–20:1      | 40–110:1         | Норма або постренальне (після нирки) | Нормальний діапазон. Також може бути постренальна патологія. Реабсорбція сечовини знаходиться в межах норми. |
| <12:1        | <40:1            | Інтраренальне (всередині нирки)      | Пошкодження нирок призводить до зниження реабсорбції сечовини, що, своєю чергою, знижує співвідношення сечовини та креатиніну. Знижений коефіцієнт вказує на захворювання печінки (через зниження утворення сечовини) або недоїдання.                                                                                     |

Референтний інтервал для нормального співвідношення BUN:Cr становить від 12:1 до 20:1.
Підвищений рівень співвідношення BUN:Cr через низький або низько-нормальний рівень креатиніну та рівень BUN в межах референтного діапазону навряд чи матиме клінічне значення.

## Конкретні причини підвищення

### Гостре ураження нирок (гостра ниркова недостатність)
Це співвідношення є прогностичним для преренального ураження, коли співвідношення азоту сечовини та креатиніну (BUN:Cr) перевищує 20 або коли співвідношення сечовини та креатиніну перевищує 100. При преренальному ураженні рівень сечовини зростає непропорційно більше до креатиніну через посилену реабсорбцію в проксимальних канальцях, що відбувається внаслідок посиленого транспорту натрію та води.

### Шлунково-кишкова кровотеча
Дане співвідношоення корисне для діагностики кровотечі з ШКТу пацієнтів, які не мають блювання з кров'ю. У дітей співвідношення BUN:Cr 30 і більше має чутливість 68.8 % та специфічність 98 % для цієї патології.
Поширеним припущенням є те, що це співвідношення підвищене через перетравлення амінокислот, оскільки кров (за винятком води) складається переважно з білка гемоглобіну та розщеплюється травними ферментами верхніх відділів шлунково-кишкового тракту на амінокислоти, які потім всмоктуються та розщеплюються до сечовини. Однак підвищене співвідношення BUN:Cr не спостерігається при споживанні інших продуктів з високим вмістом білка (наприклад, стейку). Постулюється, що підвищене співвідношення BUN:Cr пояснюється нирковою гіпоперфузією, спричиненою крововтратою внаслідок шлунково-кишкової кровотечі. Однак інші дослідження показали, що ниркова гіпоперфузія не може повністю пояснити це підвищення.

### Похилий вік
Через зниження м'язової маси у пацієнтів похилого віку можу бути відвищене співвідношення BUN:Cr.

### Інші причини
Гіперкатаболічні стани, високі дози глюкокортикоїдів та розсмоктування великих гематом також вважаються причинами непропорційного підвищення співвідношення BUN:Cr.